# Авдеевская городская община
Авдеевская городская общи́на (укр. Авдіївська міська громада) — территориальная община в Покровском районе Донецкой области Украины.
Административный центр — город Авдеевка.
Население составляет 32 579 человек. Площадь — 30,2 км².
Органом местного самоуправления Авдеевской общины является Авдеевский городской совет.
В общине находятся 3 учреждения, оказывающих первичную медицинскую помощь.

## Населённые пункты
В состав общины входит 1 город (Авдеевка) и 1 посёлок (Опытное).